# Altrove (fumetto)
Altrove è un'immaginaria base governativa segreta statunitense, appartenente all'universo narrativo del fumetto di Martin Mystère, personaggio creato da Alfredo Castelli e pubblicato in Italia dalla Sergio Bonelli Editore. La base ha lo scopo di studiare in segreto i fenomeni insoliti o apparentemente impossibili per la scienza e l'archeologia ufficiale, tra i quali fenomeni paranormali, poteri magici, tecnologie perdute, esseri di altre dimensioni, manufatti anacronistici, ecc.

## Storia editoriale
La prima apparizione di "Altrove" è stata sul quarto speciale di Martin Mystère ("La diabolica invenzione", pubblicato nel giugno 1987), divenendo una presenza fissa dei successivi speciali. È poi comparsa in altre collane della Bonelli.
Ha un ruolo centrale nella miniserie Magic Patrol (originariamente pubblicata ad episodi nella testata contenitore Zona X, dal 2020 ristampata autonomamente in un'omonima testata), che narra le avventure di un gruppo di agenti operativi della base (ufficialmente "Gruppo di intervento operativo Lambda", come spiegato nelle storie chiamato più semplicemente "Magic Patrol"). Storie da Altrove (testata con periodicità annuale) narra invece l'avventurosa storia passata della base, a partire dalla sua fondazione. Quest'ultima serie era stata inizialmente annunciata come miniserie da pubblicare in Zona X, ma la chiusura della testata contenitore ha fatto sì che divenisse una pubblicazione autonoma.
È presente inoltre come ambientazione in cui si muovono i personaggi nei due crossover tra Martin Mystère e Nathan Never (Prigioniero del futuro del marzo 1996 e Il segreto di Altrove del marzo 2001) e in alcune storie di Zagor (a partire dal n. 377 Agente speciale, del dicembre 1996), mentre il secondo team-up tra Martin Mystère e Dylan Dog (La fine del mondo dell'ottobre 1992) è parzialmente ambientato in una invisibile base segreta britannica che collabora con la base statunitense.
Il suo nome singolare deriva dal fatto che, nei fumetti di Mystère, la sua collocazione e la sua vera designazione rimangono misteriose: lo stacco narrativo con cui l'azione si sposta alla base era segnalata con una didascalia che recitava semplicemente "Altrove...". Solo in seguito al lettore è stato svelato che "Altrove" è – letteralmente – il nome di questa base, che ufficialmente non esiste.

## Genesi
Le origini della struttura segreta sono narrate nella collana Storie da Altrove: viene fondata nel 1776 dal futuro presidente statunitense Thomas Jefferson e dallo scienziato Benjamin Franklin, con l'aiuto una chiromante di origini europee, Amanda Janosz, e di un avventuriero francese di nome Jean-Louis Bientôt. Tra i numerosi agenti e collaboratori "insospettabili" di Altrove vi sono sia personaggi storici, come Edgar Allan Poe e Garibaldi, che immaginari, come Sherlock Holmes e Abraham Van Helsing. Anche Zagor nelle sue storie, ambientate nel XIX secolo, ha collaborato alcune volte con degli agenti di Altrove.
Durante la seconda guerra mondiale il direttore della base, Ben Maxwell, si rivelerà in realtà un doppiogiochista disposto a collaborare con i nazisti e, successivamente, con gli Uomini in Nero (un gruppo fondato circa 10.000 anni fa, dopo la distruzione di Atlantide, avversario ricorrente della base nelle storie di Martin Mystère e di Magic Patrol), pur di aumentare il proprio potere personale.
Nella seconda metà del XX secolo la base venne ufficialmente abbandonata, mentre in realtà era controllata dagli Uomini in Nero che ne organizzarono lo spostamento e ne mantennero il controllo fino al 1986, facendo credere alla maggior parte dei dipendenti di continuare a lavorare per il governo statunitense. Nel 1986, a causa di un violento scontro tra gli Uomini in Nero ed un loro esper ribelle (che poi diverrà un agente di Altrove), venne riscoperta e ripresa sotto il controllo del governo USA, che ne affidò il comando a Chris Tower, un agente della CIA compagno di studi ed amico di Martin Mystère, che già in passato si era occupato di casi legati a tematiche non tradizionali, alcuni dei quali narrati in storie precedenti del Detective dell'Impossibile. Questi eventi sono quelli che fungono da prologo alla serie Magic Patrol.
Nel 1999 è stata parzialmente distrutta in seguito ad un attacco alieno, venendo comunque successivamente ricostruita, eventi narrati nelle ultime storie pubblicate di Magic Patrol.

## Cronologia
- 12 ottobre 1776: Thomas Jefferson, Benjamin Franklin, Jean Luis Bientôt (un ex Uomo in Nero francese, esperto di occultismo e scritture magiche) e Amanda Janosz (una donna dotata di poteri paranormali), dopo aver affrontato la minaccia di un demone che metteva in pericolo l'esistenza dei neonati Stati Uniti d'America e del mondo intero, decidono di fondare un'organizzazione atta a fronteggiare pericoli di natura paranormale, dando vita ad Altrove. La residenza di Thomas Jefferson, Monticello, diviene la prima sede temporanea.[3]
- 1781: Luis Bientôt e Amanda, in missione per conto di Altrove sull'isola di Roanoke, riescono ad evitare che uno stregone assoldato da alcuni nobili inglesi evochi un demone, Cernunnos. Lo stregone si rivelerà successivamente essere Mabus, una creatura non umana completamente malvagia, che in futuro sarà un avversario ricorrente di Martin Mystère e Dylan Dog.[4]
- 1800 circa: Inizia la costruzione di una base di dimensioni maggiori, in cui cominciano ad essere custoditi reperti "impossibili" (sistemi olografici recuperati da navi aliene, ecc.). I lavori dureranno decenni.[4][5] Nello stesso periodo Benjamin Franklin prende contatto in Europa con Aldous Morrigan, un potente mago già vecchio di alcuni secoli che in passato era stato lo sposo della figlia del re degli elfi, per proporgli di collaborare con Altrove.[6]
- 1803: Altrove si trova a dover fronteggiare un nuovo tentativo di evocazione di Cernunnos da parte di Mabus e di alcuni lord inglesi, che vogliono riprendere possesso delle ex-colonie (gli Stati Uniti d'America). Jean Luis Bientôt muore ucciso da un assassino inviato ad uccidere Thomas Jefferson, sempre comandante della base e nel frattempo anche eletto presidente. Gli agenti di Altrove collaborano per la prima volta con Madame Neftis, una vecchia amica di Amanda dotata di poteri ESP, che successivamente collaborerà nuovamente con Altrove, rivelandosi ben più di una semplice sensitiva.[4]
- 1835: Un agente operativo di Altrove, Lambert, al seguito di una spedizione scientifica in Antartide guidata dall'archeologo avventuriero e collaboratore della base Dexter Green, cerca di impadronirsi con la forza delle conoscenze perdute di una colonia fondata da dei sopravvissuti atlantidei, fallendo nell'impresa. La colonia era stata abbandonata da millenni a causa della ribellione di alcuni esseri creati dai suoi abitanti[7] e solo con l'aiuto di Zagor i superstiti della spedizione, tra cui Green, riusciranno a salvarsi.[8]
- 1837 e anni seguenti: Edgar Allan Poe lavora come agente di Altrove (con lo pseudonimo di Agente Raven) e insieme a Zagor riesce ad impedire il ritorno dello scienziato pazzo Hellingen, temporaneamente alleato con un demone chiamato Wendigo. Si scoprirà successivamente che lo stesso Hellingen era stato un collaboratore di Altrove. In questo periodo la base di Monticello è stata abbandonata e se ne sta costruendo una di dimensioni maggiori; la sede principale di Altrove è temporaneamente spostata nei sotterranei del museo di Scienze Naturali di Filadelfia, che funge anche da copertura per facilitare la raccolta di reperti di interesse per gli studi della base. La base è diretta da Mr. Roberts e vede tra gli agenti principali l'agente Jesse[5][9]
- 1838: viene inaugurata la nuova sede, che si sviluppa anche in diversi livelli sotterranei. Edgar Allan Poe indaga per l'organizzazione segreta su una serie di delitti che si riveleranno opera di un discendente della creatura artificiale che aveva dato l'ispirazione a Mary Shelley per il mostro di Frankenstein: gli avvenimenti che si susseguono durante l'indagine gli daranno l'ispirazione per i romanzi su Auguste Dupin e il racconto La caduta della casa degli Usher.[10]
- 1851: Altrove prende contatto con Antonio Meucci, che fornisce la base di un pionieristico sistema telefonico. Giuseppe Garibaldi, che in quel periodo lavora nella fabbrica di candele di Meucci, ritenendo che l'amico sia stato rapito individua la posizione di Altrove, riesce a penetrarvi (è il primo caso di intrusione nella base). Risolto l'equivoco, Altrove utilizza Garibaldi come agente per fronteggiare il pericolo rappresentato da Yen How detto "il Ragno", un potente mago cinese a capo di una tong della Triade, aiutato da Fu Manchu e dal Dottor Nicholson, un ex agente di Altrove che aveva tradito la patria. Garibaldi è aiutato nell'impresa da Ch'ing K'way, un cinese esperto di arti marziali e magia che diverrà successivamente un comprimario nelle storie del Docteur Mystère. A comandare la base in questo periodo è una donna esperta di armi, che si fa chiamare Papà.[11]
- 1860: Con l'aiuto di un agente appartenente ad una "polizia temporale" del lontano futuro, Altrove sventa un piano volto a far fallire la Spedizione dei Mille. Il direttore della base è sempre Papà.[12]
- 1868: Mark Twain collabora con Altrove, per fronteggiare un'invasione di alieni simili ai rettili e alle rane. Direttore della base al tempo è Mr. Moorcock.[13]
- 1870 circa: Il presidente Ulysses S. Grant decide di costruire un livello segreto nella base di Altrove, chiamato Monticello in onore della residenza di Thomas Jefferson e prima sede della base, da usare come archivio segreto per i casi più pericolosi affrontati dall'organizzazione, perché la loro conoscenza sia limitata allo stretto necessario.[14]
- 1890: Negli anni precedenti Joseph Merrick, noto come The Elephant Man, scopre di avere potenti capacità telepatiche. Altrove ne organizza nel 1890 una falsa morte e da quell'anno diviene un agente della base, dove può approfondire l'uso dei suoi poteri.[15]
- 1891: Sherlock Holmes incontra per la prima volta agenti di Altrove (il professor Horton), che il fratello Mycroft Holmes già conosce; Holmes si sposta in Tibet, al fine di indagare sugli obiettivi del professor Moriarty, criminale che studiando il diario di Elena Petrovna Blavatskij viene a conoscenza dei misteri che si celano in una lamasseria sull'Himalaya, e qui si trova ad avere a che fare con l'agente di Altrove e un seguace di Moriarty. Direttore della base è Gordon Cole.[16]
- 1896: Sherlock Holmes e il fratello Mycroft Holmes collaborano con Kyle Anderson, agente di Altrove, per risolvere un caso inerente alla "Loggia Nera", una dimensione governata da un essere malvagio in grado di possedere le persone, i cui punti di accesso si trovano in diversi punti del mondo (tra cui due negli Stati Uniti e nella Gran Bretagna). Gli abitanti della Loggia Nera hanno rapito e trattenuto diversi esseri umani, tra cui Sherrinford Holmes, il primogenito dei tre fratelli Holmes. Nel corso dell'indagine l'essere viene apparentemente distrutto e giunge dal futuro Angela, una donna facente parte del personale di Altrove dell'anno 2000, che però non ricorda la propria origine a causa di un'amnesia e che successivamente sposerà Kyle Anderson. Gordon Cole è ancora alla guida della base.[17][18]
- 1898: un tentativo da parte degli agenti di Altrove di recuperare un'airship (come venivano definiti gli UFO nel XIX secolo) precipitato a Cuba, chiamata Operazione Katzenjammer, fallisce e provoca l'affondamento della nave Maine che darà il via alla Guerra ispano-americana[19] La nave verrà recuperata alla fine degli anni cinquanta, poco prima della fine della rivoluzione cubana, da agenti dell'Area 51, con l'appoggio del dittatore Fulgencio Batista[20]. L'astronave era in realtà un mezzo marziano precipitato durante la fuga verso la Terra dei popoli che abitavano il pianeta rosso, riparata 75000 anni fa circa dallo scienziato atlantideo Oduarpa e poi modificata dal dittatore Tupac circa 12000 anni fa.[20][21]
- 1899: ad Altrove viene evocato un Nefilim, che viene ferito per sbaglio: nella lotta che ne segue il Nefilim uccide numerosi uomini, prima di essere ucciso a sua volta. Il corpo del Nefilim e una relazione sull'accaduto vengono conservati nel livello segreto Monticello e gli avvenimenti, registrati dall'agente Kyle Anderson, vengono cancellati dalla memoria delle persone che vi hanno assistito.[22]
- 1902: Altrove indaga e sventa un tentativo di ricatto nei confronti delle grandi potenze del tempo, con la minaccia di scatenare un'arma sonica sconosciuta contro i loro edifici più importanti (distruggendo per dimostrazione il campanile di San Marco a Venezia). A questa indagine, portata avanti dall'agente Kyle Anderson, parteciperanno Gabriele D'Annunzio e Kate, misteriosa ladra e cacciatrice di tesori che ha prolungato la propria vita grazie a macchinari per le cure estetiche risalenti ad Atlantide.[23][24] Nello stesso anno Olimpia (nome in codice Agente 13), un automa senziente con fattezze di donna che lavora da alcuni decenni per Altrove, collabora con Abraham Van Helsing per conto di Mycroft Holmes, per sventare il tentativo di una maga di far rinascere il conte Dracula (ucciso 12 anni prima proprio da Van Helsing) e l'Ordine del Drago, con lo scopo di creare un regno dei vampiri. In questo la maga è aiutata dal dottor Coppelius, il creatore di Olimpia. Olimpia e Van Helsing vengono intrappolati e Dracula viene riportato in vita, ma decide che il piano della maga è troppo folle e con l'aiuto di Van Helsing e Olimpia lo sventa, uccidendo la maga e tutti i vampiri che ne facevano parte, per poi allontanarsi facendo svanire le proprie tracce.[25]
- 1909: Altrove cerca di impedire un'invasione di creature della Corte maledetta (creature fatate malvagie), ma durante la lotta le creature sembrano ritirarsi senza apparente motivo.[26]
- 1910: si scopre che la creatura che governava la "Loggia Nera" è sopravvissuta possedendo Sherrinford Holmes e poi trasferendosi in Sherlock Holmes. Liberata ad Altrove grazie ai poteri telepatici di Joseph Merrick, cerca di prendere possesso della mente del direttore Gordon Cole, venendo però neutralizzata da un'altra creatura proveniente dalla Loggia nera.[15]
- 1914: Harry Houdini viene messo in contatto con Altrove grazie all'ex presidente Theodore Roosevelt, perché insegni ai suoi agenti i trucchi dell'illusionismo e l'escapologia.[6]
- 1919: Dopo alcuni anni di proficua collaborazione, Houdini fonda il dipartimento di illusionismo di Altrove.[6] Ben Maxwell, non ancora direttore di Altrove, fa rubare l'originale de "I sette pilastri della saggezza" scritto da Lawrence d'Arabia.[27]
- 1935: Maxwell, nel frattempo divenuto comandante di Altrove, stringe un accordo con i nazisti: in cambio del segreto per viaggiare nei sogni degli aborigeni australiani, questi forniranno attrezzature per una base che stanno costruendo in Australia. I nazisti con cui è in contatto rilanciano l'offerta, promettendogli un maggiore numero di aiuti, se sarà anche in grado di uccidere Lawrence d'Arabia, per evitare che questo possa prendere accordi con Hitler sulla costituzione di un ipotetico governo anglo-tedesco, omicidio che gli uomini alle dipendenze di Maxwell riescono ad organizzare, fingendosi agenti inglesi con il killer, e a far passare per un incidente. Le indagini di Altrove identificheranno (erroneamente) l'incidente come commissionato dai nazisti, ma per mettere a tacere Lawrence in quanto questo avrebbe avuto informazioni sul Graal.[27]
- 1938: agenti di Altrove rapiscono Ettore Majorana, che stava per rifugiarsi in Russia. Majorana si rifiuterà di lavorare per Altrove con finalità belliche.[28]
- 1939: una spedizione nazista filma e rapisce un unicorno nelle vicinanze del fiume Brahmaputra. Successivamente sia l'unicorno che il filmato verranno ceduti ad Altrove, nell'ambito degli scambi di materiale tra i nazisti e il direttore Maxwell atti a garantirsi la complicità di quest'ultimo. L'unicorno, avendo perso il corno dopo alcuni mesi, negli anni successivi non era più stato identificato come tale e verrà riportato nella sua zona d'origine dagli agenti di Altrove nel 2005.[29]
- 24 giugno 1947: Kenneth Arnold, in volo sul proprio aereo privato, avvista degli UFO: questi mezzi, provenienti da Agarthi, stanno in realtà dirigendosi verso Altrove con lo scopo di prelevare Ettore Majorana.[28]
- dopoguerra: viene scoperto che il comandante della base negli anni trenta e quaranta, Ben Maxwell, era in realtà un doppiogiochista che lavorava anche per i nazisti e, a causa di questo, apparentemente si suicida. Alcuni anni dopo la scomparsa di Maxwell gli Uomini in Nero ottengono il controllo di Altrove.
- anni cinquanta: la base, comandata da "Milady", recupera i resti di una nave aliena, dal cui studio ottiene numerose conoscenze applicabili in ambito civile. I materiali recuperati di cui è ignoto l'uso e che si erano rivelati pericolosi vengono chiusi in un'ala del magazzino della base e la loro presenza, così come le informazioni relative alla nave aliena e al suo occupante, vengono cancellati dalla memoria delle persone che ne erano a conoscenza.[30]
- 1968: gli Uomini in Nero usano le strutture di Altrove per dare il via al progetto Genesi, un esperimento atto a creare degli esseri umani dotati di poteri ESP superiori a quelli della maggior parte degli esper naturali. Dei 30 soggetti sottoposti all'esperimento ne sopravviveranno solo otto, che formeranno il primo gruppo della Magic Patrol; di questi, due moriranno cercando di fuggire.[31][32]
- 1972: la base di Altrove viene ufficialmente smantellata per scarsa utilità, ma in realtà viene trasferita in un altro luogo sotto il controllo degli Uomini in Nero[31]. Durante la gestione dell'organizzazione vengono prelevati numerosi reperti contenuti nel Magazzino della base.[33]
- 1983: Neil, uno dei sei esper frutto del progetto Genesi ancora vivi, fugge durante un esperimento e perde la memoria e i poteri. Dopo aver recuperato il corpo dell'esper, il direttore della base, il dottor Clarence Hopkins, seguendo i consigli del dottor Haynes, decide di affidarlo ad una coppia di Uomini in Nero, i coniugi McDowell, che si trasferiscono in Cornovaglia, un punto di incrocio dei Leys, sperando che questo gli permetta di riacquisire i poteri. Neil cambia quindi nome e diviene Ian McDowell.[31]
- 1986: Neil/Ian, che ha recuperato nel frattempo i propri poteri ed è stato affidato dai genitori "adottivi" al dottor Richard Campbell, torna alla base per scoprire di più sul suo passato, scontrandosi con Skid, un esper frutto di una seconda generazione di esperimenti. Lo scontro distrugge le difese della base e gli Uomini in Nero sono costretti ad abbandonarla, distruggendo i documenti e portando con loro diverso materiale. Nella base, che torna sotto il controllo statunitense sotto la direzione di Chris Tower, rimangono solo semplici collaboratori che non erano al corrente del fatto che la base fosse sotto il controllo degli Uomini in Nero.[31] La base viene in qualche modo sfasata rispetto alla realtà, in modo da renderla inaccessibile e non individuabile[32][34]
- 1987: Neil/Ian si scontra con alcuni Uomini in nero in Giappone e viene recuperato da una base simile ad Altrove presente nel paese. Questa si mette in contatto con Altrove e Ian decide quindi di passare al servizio della base statunitense, fondendo la sua mente con quella di un telepate che aveva lavorato nella base negli anni quaranta e prendendo il nome di Ian Rogers.[32]
- 1994: Morgana, una maga che studiò con Merlino e divenne Dama del Lago, per poi tradire il regno fatato e schierarsi con gli esseri dell'Annwn, cerca di impossessarsi della base di Altrove e del suo Magazzino: si introduce nella base possedendo mentalmente sir Douglas McAllister, un responsabile della sezione archeologica dell'MI5, con la scusa di far analizzare una roccia magica contenente antiche iscrizioni in alfabeto ogamico. Morgana è cosciente della presenza di maghi ad Altrove, ma non di telepati, e quando uccide due druidi intenti a studiare la pietra, le sue azioni vengono percepite da Ian Rogers, che avvertendo il comandante Tower riesce a sventare il piano di Morgana/McAllister.[35]
- 1999: degli alieni grigi provenienti dalla Pleiadi attaccano la base distruggendone molti livelli, ritenendola erroneamente responsabile della morte di alcuni loro simili (in realtà causata dagli Uomini in nero). Negli anni seguenti la base verrà ricostruita. A causa di questo attacco l'agente Christine Lambert perderà temporaneamente i propri poteri telepatici (che in origine erano stati risvegliati proprio da quegli alieni nel 1987).[36][37] Prima della distruzione Altrove ha circa 50 livelli sotterranei[38]. Il 31 dicembre Altrove, con un'azione di forza, riprende il controllo di Area 51, che si scoprirà essere stata gestita segretamente negli ultimi anni da Maxwell (il quale non solo è ancora vivo, avendo in realtà fatto suicidare un proprio sosia, ma non è neppure invecchiato).[39]
- 2001: la base di Altrove riceve la visita diplomatica da un rappresentante di un'analoga istituzione cinese, nell'ambito di incontri diplomatici che possano aprire la strada a possibili collaborazioni future.[40]
- 2008: il magazzino segreto contenente i resti della nave spaziale precipitata durante gli anni '50 viene ritrovato[30]
- 2024: il personale della base ha previsto la catastrofe che nel 2024 colpirà il mondo di Nathan Never e ha cercato di impedirla con un piano dalle poche possibilità di riuscita, che prevedeva l'uso dell'energia psichica di tutto il personale della base (50.000 persone) concentrato da un dispositivo muviano, l'Alcaister, per cercare di stabilizzare il pianeta dopo la catastrofe, il tutto per la durata di 10 anni, durante i quali la base sarebbe stata guidata da un supercomputer basato su delle reti neurali chiamato JCN-9000-XIII, ma al termine di questo periodo il personale non viene risvegliato. In questo periodo la base ha circa 100 livelli sotterranei.[34]
- 2096 nuovo calendario (circa 2274-2294 d.C.[41]): Un'organizzazione terroristica scopre i resti della base di Altrove, apparentemente disabitata, e preleva numerosi oggetti contenuti nel Magazzino, cercando di rivenderli (quando la tecnologia del futuro ne ha già duplicato il funzionamento) o usarli per propri scopi. Grazie a Nathan Never e ad una copia robotica di Martin Mystère, sia i piani di questa organizzazione che degli Uomini in Nero del futuro vengono sventati; Mystère decide di far esplodere il Magazzino e parte della base, per evitare che altri si possano impossessare degli oggetti contenuti in questo.[42]
- 2099 nuovo calendario (circa 2276-2296 d.C.[41]): La copia robotica di Martin Mystère chiede aiuto all'Agenzia Alfa per indagare su alcuni fenomeni paranormali che sono avvenuti nel mondo, i quali si rivelano una forma di richiesta di aiuto proveniente da un luogo sito alle coordinate dei resti della base. Le indagini permettono ai due di giungere ad Altrove, dove risvegliano tre agenti donna che erano stati messi in ibernazione, rappresentanti l'unica procedura di sicurezza nel caso il tentativo di Altrove per limitare i danni della catastrofe non avesse funzionato, ma che non erano state risvegliate. Il computer annuncia che l'Alcaister era divenuto senziente quando il personale della base aveva concentrato le energie in esso e che aveva bloccato il funzionamento del supercomputer JCN-9000: il dispositivo muviano starebbe per mettere in atto la distruzione del genere umano (continuando la sua programmazione che prevedeva l'annientamento della popolazione di Atlantide), provocando la morte delle persone non protette da attacchi psichici e, successivamente, evocando sulla terra dei demoni per uccidere le rimanenti, ma il JCN-9000 sarebbe riuscito a mandare un messaggio di aiuto. Una volta distrutto l'Alcaister (nell'azione moriranno le tre agenti di Altrove) si scoprirà che la colpa è in realtà del supercomputer, il quale voleva scatenare la fine del mondo come forma distorta della sua prima programmazione (relativa al suo uso nella guerra batteriologica), mentre l'Alcaister stava solamente cercando di fermarlo. Il dispositivo muviano aveva percepito come un pericolo il tentativo di intrusione di Never e Mystère, richiamati dalle false richieste di aiuto di JCN-9000-XIII, e per questo aveva reagito cercando di ucciderli. Nathan e Mystère riusciranno a bloccare il programma Armageddon del supercomputer e a distruggere quest'ultimo. Mystère si fermerà ad Altrove, decidendo di custodire la base e studiarne i segreti.[34]

### I direttori della base
Un elenco completo dei direttori della base non è mai stato pubblicato nelle storie che la riguardano, né sono generalmente note le date di passaggio delle consegne tra un direttore e l'altro (con l'esclusione di Chris Tower, essendo il suo arrivo narrato in Magic Patrol). Quella che segue è una lista dei direttori comparsi nelle varie storie riguardanti la base pubblicate sulle differenti collane in cui è presente la base, ordinata in base alla cronologia interna dell'universo narrativo. Alcuni di questi personaggi hanno solo ruoli secondari nelle storie in cui compaiono (es. Mr. Moorcock o Milady), altri invece sono personaggi ricorrenti (es Chris Tower, Ben Maxwell o Gordon Cole) e hanno avuto sottotrame incentrate su di loro.
- Thomas Jefferson
- Harrison[43]
- Mr. Robert
- "Papà"
- Mr. Moorcock
- Gordon Cole
- Ben Maxwell
- "Milady"[44]
- Clarence Hopkins (gestione Uomini in Nero)
- Chris Tower
- Max Brody (in una linea temporale futura che potrebbe non realizzarsi)
- Martin Mystère robotico (di fatto, essendo l'unico abitante della base ed avendo accesso alle sue strutture e ai reperti lì conservati)

## Descrizione
La base è situata in un luogo sconosciuto in mezzo al deserto (ma uno degli accessi fisici alla struttura si trova nel New Jersey), protetta con una schermatura avveniristica che la rende invisibile sia agli eventuali osservatori, che ai satelliti, rendendola di fatto quasi inattaccabile. Si lascia intendere che una parte delle tecniche di schermatura e di difesa siano di origine magica e che sia in qualche modo sfasata rispetto alla nostra realtà, essendo raggiungibile (per chi ne conosce l'ubicazione, ma non è autorizzato all'accesso) solo attraverso percorsi particolari (come fatto dal Martin Mystère robotico e da Nathan Never nel loro secondo crossover).
Le strutture all'esterno si presentano simili a quelle di una base militare, mentre all'interno si sviluppano verso il basso per oltre cinquanta livelli. Più in basso si scende e più il livello di sicurezza richiesto è elevato. Nelle storie in cui compare si possono osservare diverse sezioni in cui vengono studiate le scienze e le discipline (reali o immaginarie) più disparate: la "visita alla base", per mostrare nuove sezioni non ancora descritte ai lettori, era uno dei cliché ricorrenti delle storie contenute nei primi albi speciali di Martin Mystère in cui era presente la struttura.
Nelle scene all'interno della base si osservano spesso esseri immaginari di altre dimensioni o di altri tempi passeggiare fianco a fianco con gli addetti umani (questa presenze non erano mostrate nelle prime storie riguardanti la base, dal tono più serio, ma sono divenute una quasi costante dopo la pubblicazione di Magic Patrol). I disegnatori delle storie sovente inseriscono tra gli abitanti della base personaggi e citazioni grafiche che ricordano i protagonisti di famosi cartoni animati (come quelli derivati dalle opere robotiche di Gō Nagai) e telefilm (come Doctor Who).
Altrove è dotata anche di un magazzino e di una biblioteca in cui vengono immagazzinati manufatti "impossibili" e spesso pericolosi (tra cui il braccio meccanico di Sergej Orloff, avversario storico di Mystère, con la sua arma murchadna, che verrà recuperato nel futuro di Nathan Never) e libri introvabili il cui accesso è riservato e le misure di sicurezza straordinariamente elevate.
La base è dotata di ogni comfort, poiché moltissime persone vivono all'interno di questa quasi tutta la loro esistenza (nel 2024 il personale sarà composto da circa 50.000 persone). In particolare sono stati mostrati: un cinema, un centro commerciale, un terrarium e una spiaggia con onde oceaniche e un sole artificiale.
Oltre alla sede principale, ufficialmente dipende da Altrove anche l'Area 51, dove vengono addestrati i futuri agenti. Nei fatti però Area 51 è indipendente dal controllo del direttore di Altrove e, nella seconda metà del XX secolo, finisce sotto il controllo di un ex direttore di Altrove (Ben Maxwell) che la usa per scopi personali.

## Elenco degli episodi
| Nr | Titolo                                        | Pubblicazione  | Soggetto e sceneggiatura          | Disegni                            | Copertina              |
| -- | --------------------------------------------- | -------------- | --------------------------------- | ---------------------------------- | ---------------------- |
| 1  | Colui che dimora nelle tenebre                | ottobre 1998   | Alfredo Castelli Vincenzo Beretta | Dante Erasmo Spada Claudio Piccoli | Giancarlo Alessandrini |
| 2  | La cosa che attende nella nebbia              | novembre 1999  | Carlo Recagno                     | Cesare Colombi Dante Erasmo Spada  | Giancarlo Alessandrini |
| 3  | L'ombra che sfidò Sherlock Holmes             | novembre 2000  | Carlo Recagno                     | Giuseppe Palumbo                   | Giancarlo Alessandrini |
| 4  | L'uomo che raccontava storie                  | novembre 2001  | Alfredo Castelli                  | Dante Erasmo Spada                 | Giancarlo Alessandrini |
| 5  | La donna che visse in due mondi               | novembre 2002  | Carlo Recagno                     | Cesare Colombi Dante Erasmo Spada  | Giancarlo Alessandrini |
| 6  | L'artiglio che si strinse sull'America        | ottobre 2003   | Alfredo Castelli Stefano Vietti   | Dante Erasmo Spada Esposito Bros.  | Giancarlo Alessandrini |
| 7  | La creatura che venne dall'inferno            | novembre 2004  | Carlo Recagno                     | Esposito Bros.                     | Giancarlo Alessandrini |
| 8  | L'isola che giaceva in fondo al mare          | ottobre 2005   | Carlo Recagno                     | Sergio Giardo                      | Giancarlo Alessandrini |
| 9  | Il principe che tornò dalle tenebre           | ottobre 2006   | Carlo Recagno                     | Sergio Giardo                      | Giancarlo Alessandrini |
| 10 | Il terrore che venne dallo schermo            | ottobre 2007   | Carlo Recagno                     | Sergio Giardo                      | Giancarlo Alessandrini |
| 11 | L'uomo che inseguiva le ombre                 | ottobre 2008   | Carlo Recagno                     | Sergio Giardo                      | Giancarlo Alessandrini |
| 12 | La donna che rapì Albert Einstein             | settembre 2009 | Carlo Recagno                     | Sergio Giardo                      | Giancarlo Alessandrini |
| 13 | La casa che urlava nel buio                   | settembre 2010 | Carlo Recagno                     | Sergio Giardo                      | Giancarlo Alessandrini |
| 14 | La donna che cambiò la Storia d'Italia        | settembre 2011 | Alfredo Castelli Carlo Recagno    | Sergio Giardo                      | Giancarlo Alessandrini |
| 15 | La dama che incantò Arsenio Lupin             | settembre 2012 | Carlo Recagno                     | Sergio Giardo                      | Giancarlo Alessandrini |
| 16 | Il vampiro che fece la Rivoluzione            | settembre 2013 | Carlo Recagno                     | Alfredo Orlandi                    | Giancarlo Alessandrini |
| 17 | Coloro che vivono di morte                    | settembre 2014 | Carlo Recagno                     | Antonio Sforza Giovanni Romanini   | Giancarlo Alessandrini |
| 18 | L'assassino che uccideva nei sogni            | settembre 2015 | Alfredo Castelli Carlo Recagno    | Antonio Sforza Giovanni Romanini   | Giancarlo Alessandrini |
| 19 | Il ladro che si alleò con Sherlock Holmes     | settembre 2016 | Carlo Recagno                     | Antonio Sforza                     | Giancarlo Alessandrini |
| 20 | L'angelo che chiese aiuto a George Washington | settembre 2017 | Carlo Recagno                     | Antonio Sforza                     | Giancarlo Alessandrini |
| 21 | I tre uomini che ridestarono Cthulhu          | settembre 2018 | Carlo Recagno                     | Antonio Sforza                     | Giancarlo Alessandrini |
| 22 | L'uomo che scoprì il segreto di Leonardo      | settembre 2019 | Carlo Recagno                     | Antonio Sforza                     | Giancarlo Alessandrini |
| 23 | La donna che vide l'Uomo Invisibile           | settembre 2020 | Carlo Recagno                     | Antonio Sforza                     | Giancarlo Alessandrini |

## Curiosità
- La base Altro luogo degli uomini in nero, dove risiede il loro Direttivo, si intuisce essere simile per potenzialità alla base di Altrove e, come nelle prime storie dove compariva quest'ultima, è introdotta spesso da una didascalia che in questo caso recita: «in un "altro luogo"».[senza fonte]